# Ferdinand Boogaerts
Ferdinand Boogaerts (ur. 25 lutego 1921 w Sint-Stevens-Woluwe – zm. 30 czerwca 2006 tamże) – belgijski piłkarz grający na pozycji bramkarza. Był reprezentantem Belgii.

## Kariera klubowa
Swoją karierę piłkarską Boogaerts rozpoczął w klubie White Star Woluwé, w którym w sezonie 1938/1939 zadebiutował w pierwszej lidze belgijskiej i grał w nim do 1948 roku. Wtedy też odszedł do Standardu Liège i grał w nim do końca sezonu 1954/1955 rozgrywając w nim 160 ligowych meczów. Wraz ze Standardem zdobył Puchar Belgii w sezonie 1953/1954.
| Sezon   | Klub              | Kraj   | Rozgrywki          | Mecze | Gole |
| ------- | ----------------- | ------ | ------------------ | ----- | ---- |
| 1938/39 | White Star Woluwé | Belgia | Division d'Honneur | ?     | ?    |
| 1939/40 | White Star Woluwé | Belgia | Division d'Honneur | ?     | ?    |
| 1940/41 | White Star Woluwé | Belgia | Division d'Honneur | ?     | ?    |
| 1941/42 | White Star Woluwé | Belgia | Division d'Honneur | ?     | ?    |
| 1942/43 | White Star Woluwé | Belgia | Division d'Honneur | ?     | ?    |
| 1943/44 | White Star Woluwé | Belgia | Division d'Honneur | ?     | ?    |
| 1944/45 | White Star Woluwé | Belgia | Division d'Honneur | ?     | ?    |
| 1945/46 | White Star Woluwé | Belgia | Division d'Honneur | ?     | ?    |
| 1946/47 | White Star Woluwé | Belgia | Division d'Honneur | ?     | ?    |
| 1947/48 | White Star Woluwé | Belgia | Division 1B        | ?     | ?    |
| 1948/49 | Standard Liège    | Belgia | Division d'Honneur | 25    | 0    |
| 1949/50 | Standard Liège    | Belgia | Division d'Honneur | 30    | 0    |
| 1950/51 | Standard Liège    | Belgia | Division d'Honneur | 30    | 0    |
| 1951/52 | Standard Liège    | Belgia | Division d'Honneur | 26    | 0    |
| 1952/53 | Standard Liège    | Belgia | Division d'Honneur | 25    | 0    |
| 1953/54 | Standard Liège    | Belgia | Division d'Honneur | 19    | 0    |
| 1954/55 | Standard Liège    | Belgia | Division 1         | 5     | 0    |

## Kariera reprezentacyjna
W reprezentacji Belgii Boogaerts zadebiutował 10 czerwca 1951 w zremisowanym 3:3 towarzyskim meczu z Hiszpanią, rozegranym w Brukseli. Od 1951 do 1952 rozegrał w kadrze narodowej 6 meczów.